# Laz, Arad
Laz este un sat în comuna Dezna din județul Arad, Crișana, România.

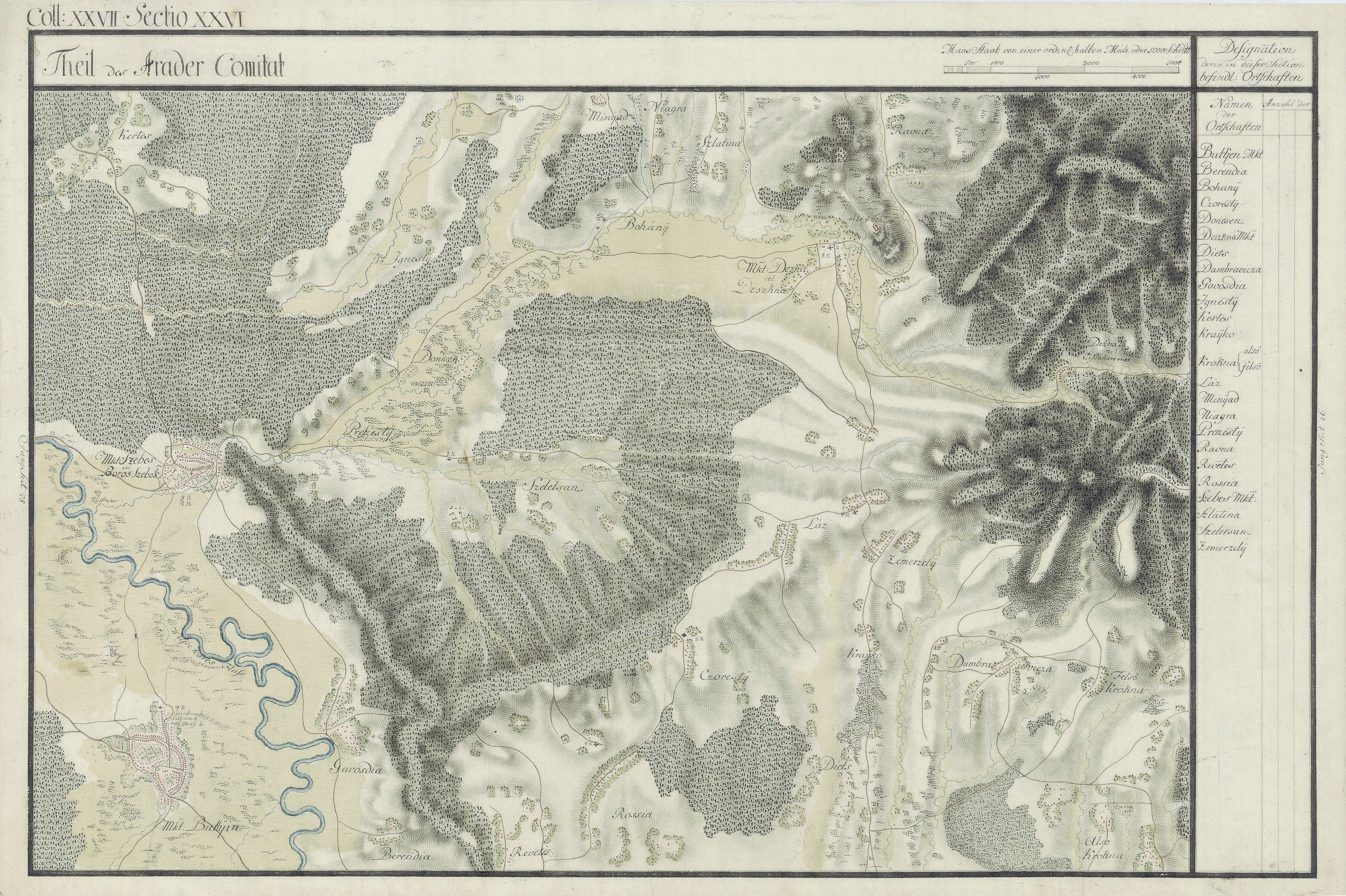
Laz în Harta Iosefină a Comitatului Arad, 1782-85